# Oplot (district de Plzeň-Sud)
Pour les articles homonymes, voir Oplot.
Oplot (en allemand : Amplatz) est une commune du district de Plzeň-Sud, dans la région de Plzeň, en République tchèque. Sa population s'élevait à 328 habitants en 2022.

## Géographie
Oplot se trouve à 5 km à l'ouest-nord-ouest du centre de Přeštice, à 20 km au sud-sud-ouest de Plzeň et à 101 km à l'ouest-sud-ouest de Prague.
La commune est limitée par Dnešice au nord, par Přeštice à l'est et au sud, et par Soběkury à l'ouest.

## Histoire
La première mention écrite de la localité date de 1243.

## Transports
Par la route, Oplot se trouve à 4 km de Přeštice, à 26 km de Plzeň et à 115 km de Prague. 